# 11 (число)

11 развёрток куба

Прямоугольник из 11 копий гексамино

11 (одиннадцать) — натуральное число, расположенное между числами 10 и 12. Пятое простое число, четвёртое число Софи Жермен (2 × 11 + 1 = 23 — простое число; число 23 также является числом Софи Жермен), третье безопасное простое число, простое число Якобсталя.

## Геометрия
Существует 11 развёрток куба, образующих подмножество 35 гексамино, и 11 развёрток октаэдра, образующих подмножество 66 октиамондов.
Из 35 гексамино (шестиклеточных полимино) ровно 11 являются «чётными», то есть при шахматной раскраске содержат чётное число светлых и чётное число тёмных квадратов.
Дэвид А. Кларнер обнаружил гексамино, из одиннадцати копий которого можно сложить прямоугольник. До сих пор неизвестно, существует ли непрямоугольное полимино, из 5, 7 или 9 копий которого можно сложить прямоугольник; также не найдены другие примеры непрямоугольных полимино, из 11 копий которых можно составить прямоугольник.

## Факты
Если n — целое значение от 0 до 4 включительно, то каждая цифра по порядку числа, равного числу 11 в степени n, является элементом n-й строки треугольника Паскаля:
110 = 1
111 = 11
112 = 121
113 = 1331
114 = 14641
11-ячейник — абстрактный правильный четырёхмерный политоп, 11 ячеек которого представляют собой полуикосаэдры.
Число Бога кубика Рубика 2×2×2 в метрике FTM равно 11.
11 — самое большое натуральное число, которое невозможно представить в виде суммы нескольких (более одного) различных простых чисел.